# Werner Doralt
Werner Doralt (* 17. März 1942 in Wien) ist ein österreichischer Jurist und emeritierter Universitätsprofessor für Finanzrecht an der Universität Wien.

## Leben und wissenschaftliches Wirken
Doralt studierte Rechtswissenschaften, promovierte 1968 an der Universität Wien und war anschließend im Wirtschaftstreuhand-Bereich tätig. 1973 legte er die Berufsprüfung als Steuerberater ab. 1976 habilitierte er sich für das Fach Finanzrecht und lehrte ab 1980 an der Leopold-Franzens-Universität Innsbruck. 1998 folgte seine Berufung an die Universität Wien als Vorstand des neu eingerichteten Instituts für Finanzrecht. 2010 wurde er emeritiert.
Doralt ist Begründer und Herausgeber der Reihe Kodex des österreichischen Rechts, die im LexisNexis Verlag und Linde Verlag erscheint und österreichische Gesetzestexte thematisch geordnet wiedergibt. Darüber hinaus ist er Verfasser des weitverbreiteten zweibändigen Lehrbuchs Grundriss des österreichischen Steuerrechts (gemeinsam mit Hans Georg Ruppe).

## Politik
Im Juni 1992 wurde Werner Doralt als gemeinsamer Kandidat beider Regierungsparteien für das Amt des Rechnungshofpräsidenten vorgeschlagen. Der damalige FPÖ-Vorsitzende Jörg Haider bezichtigte Doralt daraufhin, in einen Bauskandal in Zusammenhang mit der ASFINAG verwickelt zu sein. Mehrfach erwirkte Doralt einstweilige Verfügungen und zeigte Haider wegen übler Nachrede an, das Verfahren beschäftigte auch den Obersten Gerichtshof. Nach jahrelangem Rechtsstreit wurde Doralt schließlich von sämtlichen Anschuldigungen entlastet, Haider musste seine Vorwürfe im März 2000 öffentlich widerrufen.
Doralt tritt als Steuer-Fachmann häufig in den österreichischen Medien auf, wobei er sich für eine höhere Besteuerung der Land- und Forstwirtschaft sowie des Grundbesitzes und der Stiftungen ausspricht. Insbesondere die Begünstigung für die Land- und Forstwirtschaft sollte auf kleinere Betriebe eingeschränkt werden.